# Andrzej Przybylski
Andrzej Przybylski (ur. 26 listopada 1964 w Łowiczu) – polski duchowny rzymskokatolicki, doktor pedagogiki, rektor Wyższego Seminarium Duchownego Archidiecezji Częstochowskiej w latach 2008–2015, biskup pomocniczy częstochowski od 2017.

## Życiorys
Urodził się 26 listopada 1964 w Łowiczu w rodzinie Aleksandra i Heleny z domu Sołtysińskiej. Dorastał w Walewicach. Kształcił się w I Liceum Ogólnokształcącym im. Mikołaja Kopernika w Łodzi. Następnie studiował w Wyższej Szkole Pedagogicznej w Częstochowie, którą ukończył z magisterium z pedagogiki. W 1988 podjął studia filozoficzno-teologiczne w Częstochowskim Wyższym Seminarium Duchownym w Krakowie, uzyskując magisterium w zakresie teologii dogmatycznej. 28 maja 1992 został wyświęcony na diakona przez arcybiskupa metropolitę częstochowskiego Stanisława Nowaka, który 30 maja 1993 w katedrze częstochowskiej udzielił mu również święceń prezbiteratu. Inkardynowany został do archidiecezji częstochowskiej. W 2006 na podstawie dysertacji Działalność edukacyjna i myśl pedagogiczna św. Edyty Stein uzyskał na Wydziale Humanistycznym Uniwersytetu Mikołaja Kopernika w Toruniu doktorat z nauk humanistycznych w zakresie pedagogiki.
W latach 1993–1994 pracował jako wikariusz w parafii św. Franciszka z Asyżu w Częstochowie. Następnie był osobistym sekretarzem i kapelanem arcybiskupa Stanisława Nowaka, jednocześnie pełniąc funkcje administratora domu biskupiego, dyrektora wydziału duszpasterstwa młodych w kurii metropolitalnej, asystenta diecezjalnego Katolickiego Stowarzyszenia Młodzieży i duszpasterza w kościele rektorskim Najświętszego Imienia Maryi w Częstochowie. W latach 1998–2008 zajmował stanowisko diecezjalnego duszpasterza akademickiego, przyczyniając się do wybudowania w Częstochowie nowego ośrodka akademickiego z kościołem i erygowania w 2004 pierwszej w Polsce personalnej parafii akademickiej pw. św. Ireneusza, której został proboszczem. W 2015 został ustanowiony proboszczem parafii św. apostołów Piotra i Pawła w Zawierciu, a w 2016 dziekanem dekanatu Świętych Apostołów Piotra i Pawła w Zawierciu. Otrzymał godność kapelana honorowego Jego Świętobliwości i został mianowany kanonikiem gremialnym kapituły archikatedralnej w Częstochowie.
W 2006 został wykładowcą pedagogiki w Wyższym Seminarium Duchownym Archidiecezji Częstochowskiej i w Wyższym Instytucie Teologicznym w Częstochowie. W latach 2008–2015 piastował urząd rektora częstochowskiego seminarium. Został też zatrudniony na stanowisku adiunkta w Instytucie Pedagogiki na Wydziale Pedagogicznym Akademii im. Jana Długosza w Częstochowie. Był redaktorem czasopisma „Niedziela”. Autor książek m.in.: Wspólnota wiary i działania, Działalność edukacyjna i myśl pedagogiczna św. Edyty Stein, Gadu-gadu z księdzem.
20 maja 2017 papież Franciszek mianował go biskupem pomocniczym archidiecezji częstochowskiej ze stolicą tytularną Hortanum. Święcenia biskupie przyjął 24 czerwca 2017 w bazylice archikatedralnej Świętej Rodziny w Częstochowie. Głównym konsekratorem był Wacław Depo, arcybiskup metropolita częstochowski, a współkonsekratorami arcybiskup Salvatore Pennacchio, nuncjusz apostolski w Polsce, i Stanisław Nowak, arcybiskup senior częstochowski. Jako dewizę biskupią przyjął słowa „In Christo” (W Chrystusie).
W ramach prac Konferencji Episkopatu Polski w latach 2019–2024 był delegatem ds. Ruchu Odnowy w Duchu Świętym, w 2022 został delegatem ds. Powołań, a w 2025 delegatem ds. Duszpasterstwa Nauczycieli, ponadto w 2020 wszedł w skład Komisji Wychowania Katolickiego, w 2021 Rady ds. Społecznych, a w 2023 Komisji Duchowieństwa.